# Jan Józef Miernowski
Jan Józef Miernowski (ur. 15 maja 1906, Pólko, pow. kaliski, zm. 8 sierpnia 1944 we Włochach k. Warszawy) – polski poeta, literat i nauczyciel.
W 1924 roku ukończył Gimnazjum im. Mickiewicza w Warszawie, otrzymując świadectwo dojrzałości. Na jesieni tego roku wstąpił na Wydział Polonistyki Uniwersytetu Warszawskiego. Pierwszą pracą nauczycielską podjął w gimnazjum w Garwolinie. Od jesieni 1930 roku do wybuchu wojny w 1939 roku wykładał język polski w warszawskich szkołach Gaszczyńskiej-Kacprowskiej, Kowalczykówny, Cecylii Plater-Zyberkówny, Popielewskiej. Pracował również w Gimnazjum im. Tadeusza Reytana, gdzie prowadził zajęcia z propedeutyki filozofii. W latach 1928–1939 publikował wiersze, recenzje i eseje w warszawskiej prasie (m.in. „Tygodniku Ilustrowanym”).
We wrześniu 1939 roku na wezwanie płk. Romana Umiastowskiego opuścił Warszawę. Przebywał na Litwie, skąd wrócił wiosną 1941 roku. Brał udział w tajnym nauczaniu i konspiracyjnej działalności kulturalnej. Pod koniec 1942 roku przeniósł się do Otwocka. Współpracował ze Stefanem Jaraczem nad dramatem Oświęcim – rękopis częściowo się odnalazł. W końcu lipca 1944 roku przeprowadził się do Włoch pod Warszawą, gdzie został aresztowany za ukrywanie osoby narodowości żydowskiej i 8 sierpnia 1944 roku rozstrzelany w forcie Solipse wraz z rodziną. Pozostawił zbiór 50 wierszy, który przygotował do druku. Ocalałe rękopisy Jana Miernowskiego są przechowywane w Muzeum Literatury w Warszawie.

## Publikacje książkowe
- Obłędne „Ja” czyli człowiek: poemat nowelistyczny, Warszawa 1930[5]
- Współbracia, Warszawa 1933[5]
- To była noc: wiersze i proza, Warszawa 2004[5]